# Scharfenbergkupplung

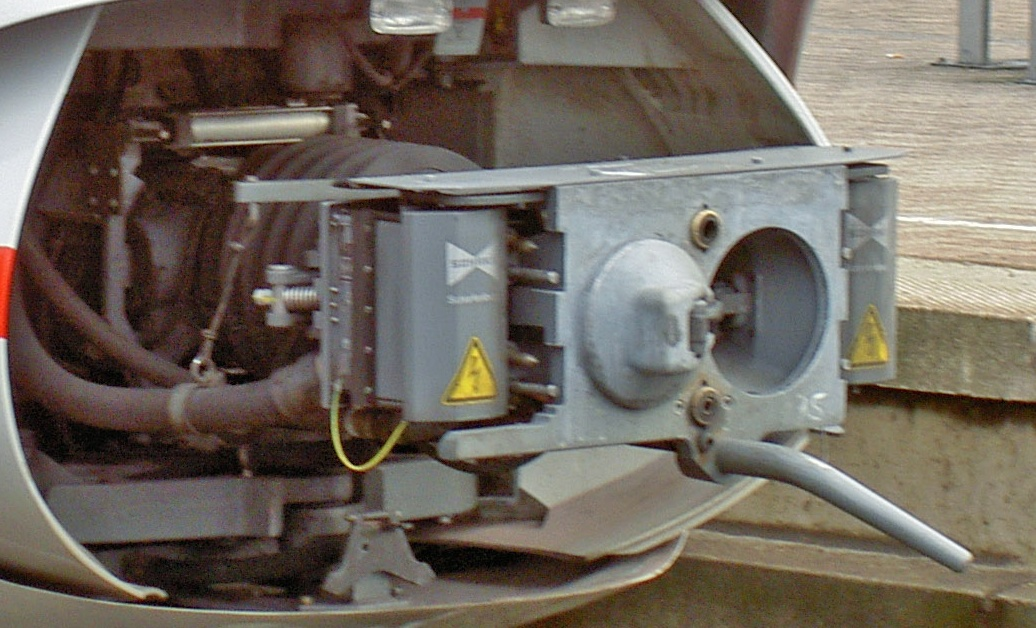
Scharfenbergkupplung egy német ICE motorvonaton

A Scharfenbergkupplung egy automatikus vasútikapcsolókészülék-típus. Elsősorban motorvonatoknál használják.

## Jellemzői
Előnye, hogy a járművek összekapcsolása teljesen automatikus, nem szükséges hozzá emberi munkaerő. Összekapcsolódásnál az összes elektromos kábel és fékvezeték is összekapcsolódik.  Ha hagyományos, csavarkapcsot használó vasúti járművel kell összekapcsolni a járművet, akkor az egy közbenső kapcsolódarabbal lehetséges. Előnye még, hogy az ilyen kapcsolót használó járműveknél nem szükséges az ütköző.

## Használata a MÁV-nál
Használata a MÁV-nál még nem igazán terjedt el, azonban az új beszerzésű motorvonatok már ezt a kapcsolót használják.
Scharfenbergkupplungot használó motorvonatok a MÁV-nál:
- Siemens Desiro
- Bpmot
- Bombardier Talent
- Stadler FLIRT
- Stadler KISS
- BVmot
- BVhmot

## Használata más vasúti társaságoknál
A MÁV-HÉV Helyiérdekű Vasút Zrt. tulajdonában lévő LEW MX és MXA és BHÉV MIX/A sorozatú szerelvényeknél is megtalálható. A LEW MX sorozatnál még a motorkocsi, és a pótkocsi között is ilyen található, régebben szerettek volna 6 kocsis szerelvény esetén 1 motor - 4 pótkocsi - 1 motor összeállítást, de végül semmi nem lett belőle (hiszen a pótkocsiban nincs motor), így a továbbfejlesztett LEW MXA sorozatnál is a már a BHÉV MIX/A-n megtalálható Kurzkupplungot alkalmazták.